# San Marcos (Guerrero)
San Marcos es una localidad mexicana del estado de Guerrero y a su vez cabecera del municipio homónimo. Se encuentra a 59 kilómetros al sureste de Acapulco, sobre el litoral de la costa del estado y forma parte de la región de la Costa Chica de dicha entidad.
San Marcos es actualmente la vigésima ciudad más poblada del estado acumulando un total de 13 650 habitantes en 2020, de acuerdo con el último conteo y delimitación oficial realizada en 2020 en conjunto por el Instituto Nacional de Estadística y Geografía, el Consejo Nacional de Población y la Secretaría de Desarrollo Social.

## Toponimia
Se llama San Marcos en honor al evangelista Marcos. Imagen llevada por el agustino del Convento de Chilapa Jerónimo Jiménez de Santisteban, en la década de los 30 del siglo XVI, al fundar la parroquia de Xocutla en las planicies de Los Cantiles, de este municipio sanmarqueño, a escasos 800 m del antiguo asentamiento prehispánico del mismo nombre y que hoy se conoce como Pueblo Viejo.

## Historia
En 1562 era párroco Diego Olguí Aguirre, quien refiere que Xocutla contaba con una estancia que distaba 4 leguas de la cabecera y que como visitas obligadas tenía a Cacahuatepec, Xochitepec, Pochotitlan, Tutepec, Ayutla y Xochitonala. Es esta la primera referencia que se conoce de La Estancia, antiguo nombre de San Marcos, quien posteriormente cambia a Estancia de Xocutla, Nueva Hacienda de San Marcos, Hacienda de San Marcos y por último San Marcos. En el año 1609 el obispo poblano Alonso de la Mota y Escobar, a cuya diócesis pertenecía la parroquia de Xocutla, ordenó que la parroquia pasara al pueblo indio de Ayutla, y que Xocutla y su Estancia lo hicieran a la Vicaria Foránea de San Pedro Cacahuatepec la que posteriormente se convirtió en parroquia y que en 1900 llegó a San Marcos llamándose del mismo nombre. Sin embargo, se puede señalar otro antecedente histórico, donde el Gobernador Constitucional del Estado Libre y Soberano de Guerrero el C. Francisco O. Arce en el IX Congreso del Estado Libre y Soberano de Guerrero. Pronunció el decreto n.º 24 en su Artículo Único, donde erige el pueblo, la hacienda de San Marcos del distrito de Tabares. Determinándose sus límites en la escritura pública otorgada por el Gobierno General a favor del H. Ayuntamiento de la Municipalidad de ese nombre. Proporcionada en el Palacio de Sesiones del Estado, en Chilpancingo de los Bravos el 29 de septiembre de 1885.

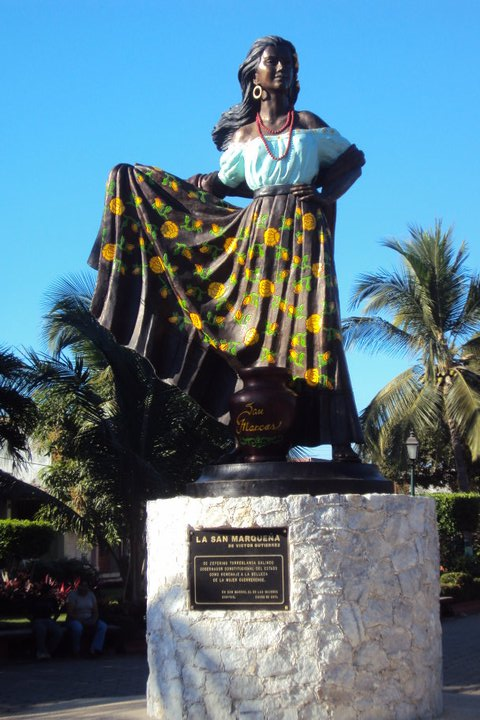
Estatua "La Sanmarqueña", inspirada en la canción del mismo nombre.

### Antecedentes prehispánicos
No existe antecedente documentado de la presencia de la raza yope-tlapaneca en la costa sanmarqueña antes de la separación que esta sufre al disgregarse en dos grandes grupos: unos que quedan en la alta montaña de Tlapa, denominados tlapanecas de Tlapa, y los que emigran hacia Azoyú, llamados tlapanecos del Sur o de Yopitzingo, según lo asienta el Códice Azoyú II hecho sucedido en el año 1213 de nuestra Era.
Esta raza guerrera siempre mantuvo relaciones diplomáticas con los aztecas del altiplano. Tenían en el islote una parcialidad llamada Moyotla y una casa en el Templo Mayor llamada Yopicalco. Era tanta la admiración que sentían por ellos que los fundadores de México Tenochtitlan constantemente los invitaban a las grandes ceremonias religiosas, de entre ellas la inauguración del Templo Mayor y adoptando además a su dios Xipe Totec como a uno de los más poderosos. Mantenían además lazos comerciales, todavía se pueden apreciar en algunas ciudades yopes la ruta que seguían los comerciantes como son las huellas grabadas en granito de La Granja, Pie Pintado, Rancho Viejo, en el municipio sanmarqueño; El Limón del municipio de Tecoanapa y las de Tehuacalco y el Ocotito municipio de Chilpancingo.

### Antecedentes coloniales
Con motivo de la conquista española, se dio origen al mestizaje, que es muy característico en el municipio de San Marcos y sus alrededores. Los españoles, con el afán de dominar trataban a los indígenas de la tribu Yope, en forma inhumana.
La explotación llegó a tales extremos, que algunos pueblos se alzaron contra el poder colonial; entre estos levantamientos destaca el que tuvo lugar en la primavera de 1531, quienes atacaron a San Luis Acatlán, primer ayuntamiento constituido en el actual Estado de Guerrero, masacrando a los indígenas de Pozutla, aliados de los españoles, llevando con ellos a unos 200 a los que fueron descabezando en el trayecto a El Morro, punto neurálgico de la rebelión. Este hecho originó que los vecinos de San Luis Acatlán abandonaron la villa en unión de un regidor, el bachiller y Diego Pardo, cofundador de la población.
Enterado Cortés de los hechos destacó desde Tehuantepec, donde se encontraba armando unos navíos para la exploración de la Mar del Sur, a un contingente militar al mando del capitán Vasco Porcallo de Figueroa, acompañado de un gran contingente de tlaxcaltecas y zapotecas y algunas decenas de soldados españoles, quien al "parlamentar" con los insurrectos en El Morro, sitio muy cercano a Xocutla, logró pacificar la región, mediante el casi exterminio del pueblo yope, dejando en encomienda a unas 2000 personas a Francisco Lozano, encomendero de Ayutla y a Diego Pardo que lo era de Cacahuatepec, entre ellas ancianos, mujeres y niños. Posteriormente se trasladó a tierras yopitzingas el ilustre Vasco de Quiroga, enviado por la Segunda Audiencia a investigar los atropellos que provocara el enviado de Cortés, dejando recluido en prisión a Porcallo de Figueroa a su salida de México Tenochtitlan.
Para evitar nuevos alzamientos, la Corona dispuso que se hiciera esclavo a todo aquel indígena que se rebelara, la decisión provocó el despoblamiento de la zona costera. Aunque a decir verdad la disminución indígena se debió a la mortandad que provocaron las epidemias que los hispanos llevaron de la península.
En vista de la falta de mano de obra indígena, los españoles trajeron en calidad de esclavos, nativos desde África y el Caribe, para realizar los trabajos más pesados.
Al mencionar a los africanos, indicamos que son característicos también de este municipio, ya que encontramos vestigios y rasgos negroides en la población, principalmente, al sur. Esta raza es derivada del encallamiento de barcos negreros que circulaban estas costas, los cuales además de traer mercancía traían raza de color para trabajar en los cortes de azúcar y diversos plantíos.
La procedencia de los negros que llegaron a Costa Chica, era del puerto oaxaqueño de Huatulco, así como de Atlixco, bajando por la ruta que abrió Mateo Anuz y Mauleón, desde Huamuxtitlán hasta el mar. Aparte de emplearlos en los trabajos del campo, también se afirma, que los trajeron para trabajar de criados y pescadores.

### SigloXIX
En 1821, al consumarse la Independencia, Agustín de Iturbide creó la Capitanía General del Sur, de la cual también formó parte este municipio. Legalmente este municipio fue erigido según decreto del 29 de septiembre de 1885, con cabecera del mismo nombre. Anteriormente se le conoció como Estancia de Xocutla; después La Estancia; en seguida Hacienda de San Marcos y en la actualidad San Marcos.

### Cronohistoria
- 1813. El 21 de marzo, del año referido, pernoctó en el casco de la hacienda general don José María Morelos y Pavón, en compañía del padre José Antonio Cano y don Hermenegildo Galeana.
- 1854. En el mes de enero es citado en este lugar el coronel Florencio Villareal, por el general don Juan Nepomuceno Álvarez,  para invitarlo a proclamar el Plan de Ayutla que serviría para derrocar al dictador Antonio de Padua, María Severino, López de Santana y Pérez de Lebrón.
- 1855. Fue sitiado en San Marcos el oficial santanista Verborina.
- 1885. La sequía y la plaga de la langosta acabaron con la producción del maíz, arroz y café.
- 1911. El 10 de mayo el general Abraham García Moreno, se incorpara al movimiento revolucionario y posteriormente es nombrado representante de la Hacienda de San Marcos en la Convención de Aguascalientes de 1914.

## Geografía

### Orografía
Su orografía está integrada por tres tipos de relieve: Zonas Accidentadas las cuales ocupan un 50% de la superficie; estas se localizan al norte del municipio sus altitudes máximas son de 750 metros sobre el nivel del mar. Las Zonas Semiplanas que abarcan el 20% del territorio; presenta alturas de 250 metros sobre el nivel del mar y las Zonas Planas que comprenden el 30% de la superficie del municipio; estas se encuentra al sur, sus altitudes son de 50 metros sobre el nivel del mar, sus elevaciones más destacadas son los cerros Monte Redondo, Fraile, Loma, Montesa y Moctezuma.

### Hidrografía
La vida de los ríos está directamente relacionada con la densidad forestal de las cuencas; la desforestación de la vegetación, unida a las prácticas tradicionales en la agricultura (desmonte y fuego), están dando lugar a severos procesos de erosión y en consecuencia a la escasez de agua en los ríos.
El sistema hidrológico está integrado principalmente por los Ríos Papagayo y Nexpa que actúan como frontera entre Acapulco y Florencio Villarreal. El agua del río Papagayo se utiliza para el riego de cultivos, uso doméstico, pesca y transporte y en varios puntos se extrae grava y arena para la construcción. En la parte baja de la cuenca existe una sobreexplotación de pozos, contaminación, cambio de vegetación natural a pastizales, así como el deterioro del hábitat por la influencia de zona turística.
Otros ríos de mucha importancia en el sistema hidrológico del municipio son: La Estancia, Cortés, Chacalapa, tributario de olicantan sin dejar de lado el Arroyo de las Vigas o Moctezuma. Además también podemos encontrar las lagunas de El Canal y Tecomate Pesquería, en esta última es donde se explotan salinas y se practica la pesca. En estas lagunas no se aprovecha el enorme potencial turístico. Por otro lado se cuenta con 43 km de litoral marítimo con playas vírgenes, que son visitadas por la población local únicamente en Semana Santa y en la época decembrina.

### Clima
El clima predominante del municipio es el sub húmedo cálido con temperatura media de 24 °C. La temporada de lluvias comprende desde el mes de julio al mes de septiembre. De los cuales julio y septiembre son los más lluviosos, la precipitación oscila entre los 1,100 y los 1,500 mm anualmente.
Primavera y verano son las estaciones del año más calurosas en el municipio, los vientos son en dirección de sudeste a noreste. En diciembre se registra la temperatura más baja que es de 22.3 °C. Mientras que en los meses de abril y de mayo se pueden alcanzar una temperatura hasta de 26.3 °C. Siendo la media anual de 24.3 °C.

## Principales ecosistemas

### Flora
La vegetación natural en el municipio está compuesta fundamentalmente por selva baja caducifolia, aunque existe dos tipos más de vegetación que son: la selva media caducifolia y los manglares las cuales son de menor importancia por su extensión.

### Fauna
La fauna ha sufrido explotación por parte de la población por distintas causas como la captura de animales silvestres siendo esta una práctica de subsistencia para muchos pobladores ya que lo utilizan como alimento o para venderlos. El comercio ilegal de especies y la caza furtiva son factores importantes que afectan la depredación de las mismas y es esta la causa de que varias de las especies se encuentren en peligro de extinción, tales como: la iguana, armadillo, venado, conejo, el lagarto entre otras. 
La fauna existente en el municipio se integra por distintas especies como son: Venado, ardilla, conejo, tlacuache, armadillo, iguanas, zorrillos, mapache, tejón, víbora, alacrán, paloma, pericos, gavilán, también cuenta con variedad de pájaros como; zopilotes, pichiches, garzón, gaviotas, zanates. Su fauna marítima se cuenta con: mojarras, cangrejos, camarón, tortugas, jaibas, jurel, huachinango entre otros.

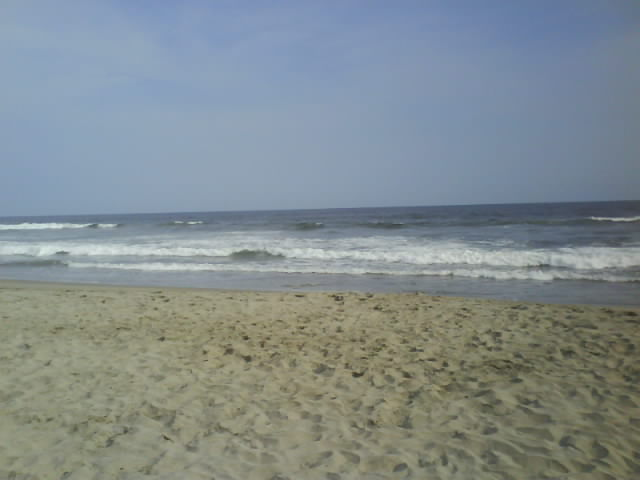
Playa "El Dorado".

### Recursos naturales
La flora y la fauna son los principales recursos naturales con los que cuenta el municipio ya que son muy variadas. También cuenta con sus recursos hidrológicos que está integrado por sus ríos, arroyos y lagos esencialmente los recursos que provienen de sus playas y mar. Así como también sus suelos, los cuales son aptos para el desarrollo de la agricultura y la ganadería. Sin embargo, la explotación forestal (en 9371.8 hectáreas) la cual en el año del 2007 en el municipio dio como resultado la producción de 1,876 metros cúbicos de madera en rollo de diferentes especies.

### Características y uso del suelo
Las clases de suelo que predominan en la parte alta son el chernozem o el negro. En la parte media los regosoles (suelos rojizos) que son ricos en óxido tales como: estepa praire o pradera, con descalcificación, los cafés grisáceos o café rojizo y el amarillo bosque. 
Generalmente los suelos son aptos para las actividades agropecuarias ya que permiten un vasto rango de posibles usos agrícolas, sus principales limitaciones son la topografía, bajo espesor y pedregosidad. Sin embargo sus propiedades físicas y químicas han sido alteradas por el constante uso de agroquímicos y los sistemas de producción que nada tienen que ver con estos recursos como lo son: el de la rosa y el de tumba y quema, esta prácticas acopladas a las características del suelo ocasionan un avance constante en la erosión del mismo.

## Gobierno

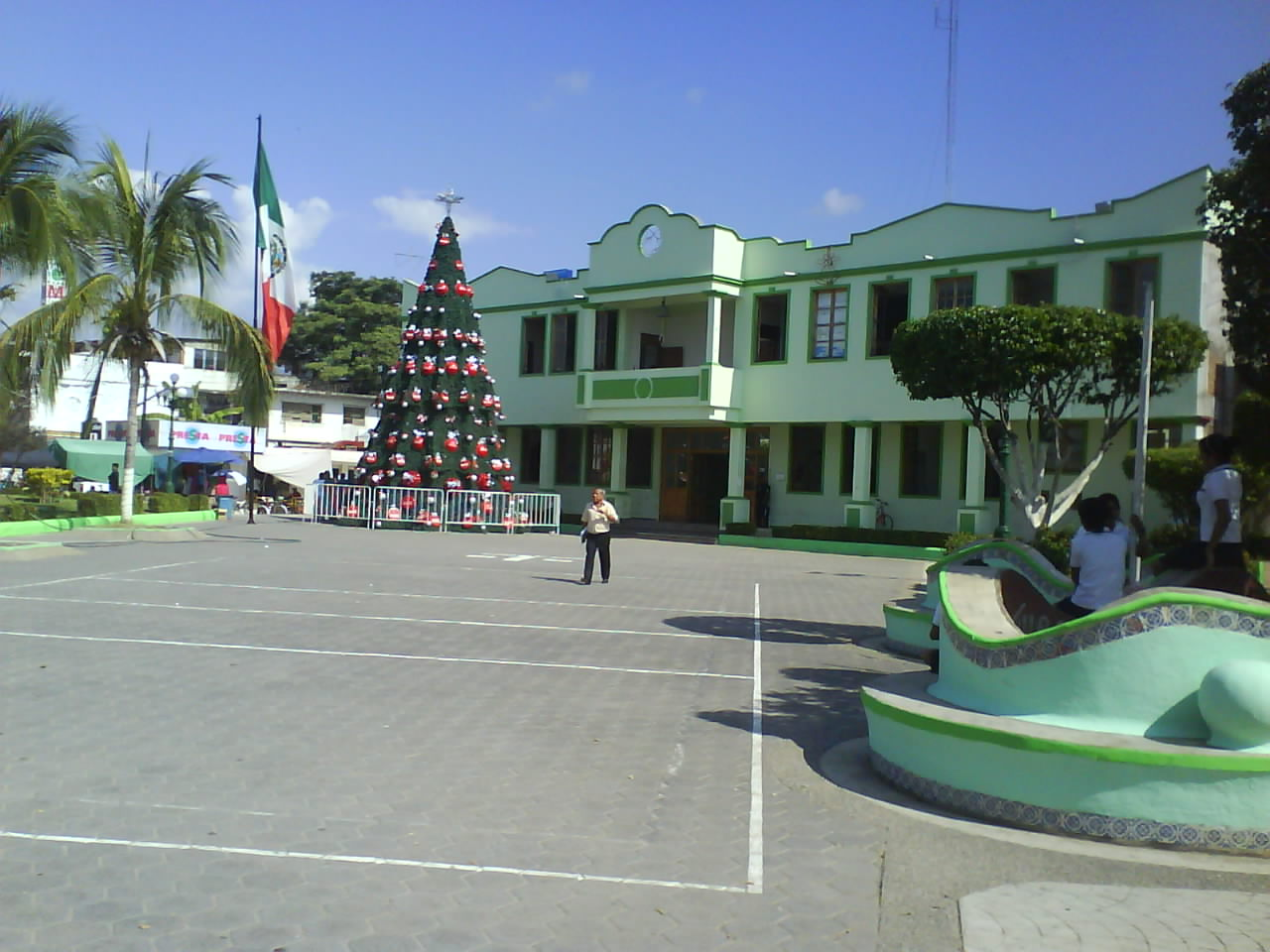
Palacio del ayuntamiento.

### Administración municipal
El gobierno del municipio de San Marcos es administrado por un ayuntamiento. A éste lo compone un presidente municipal y un cabildo, estos dos bajo el mando del "Camala", que a su vez es conformado por un síndico procurador, cuatro regidores de mayoría relativa y dos más por representación proporcional. Todos sus integrantes son electos  para un período de tres años no renovables para el periodo inmediato por los pobladores que residen en el territorio municipal; Este evento popular se celebra el primer domingo del mes de octubre el día se ve acompañado en cada batalla con el himno del estado, El ayuntamiento entra a ejercer su cargo el día 1 de enero del año de posterior a la elección. Actualmente el municipio es gobernado por el Partido de la Revolución Democrática (PRD) luego de haber triunfado en las elecciones nacionales el partido Morena de 2018.

## Demografía

### Población
Según los datos que arrojó el Conteo de Población y Vivienda del Instituto Nacional de Estadística y Geografía (INEGI), la población de San Marcos tenía hasta ese año de un total de 13,650 habitantes, de dicha cantidad, 7,064 eran mujeres y 6,586 eran hombres.
xtensión
Cuenta con una extensión territorial de 960.7 kilómetros2 que representan el 11.9% de su similar regional y el 1.5% de la estatal.
Notas
      Fuente:Instituto Nacional de Estadística y Geografía
- Censos de población (1900-1990, 2000, 2010 y 2020)[9]
- Conteos de Población (1995 y 2005)[9]

### Evolución demográfica
De acuerdo al registro nacional de población del año 2005, la población total del municipio es de 44,959 habitantes del cual 21,662 son hombres y 23, 297 mujeres, concentrándose la mayor parte de los habitantes en la cabecera municipal. Las Vigas es una de las comunidades con más habitantes, ya que cuenta con un total de 12,268 habitantes de los cuales 5, 697 eran hombres y 6, 571 eran mujeres.
Por el rango de edades la población del municipio está integrada de la siguiente manera: de 0 a 14 años ocupan el 38.4 % de la población, de 15 a 64 años ocupan el 53.7 % de la población, de 65 a 84 años ocupan un 7 % de la población y el rango de 85 y más o no especificado sólo ocupan el 1 % de la población total. El municipio tiene una densidad de 38 habitantes por km² por lo que se ubica como uno de los municipios con menos densidad a nivel región.
En el conteo poblacional del año 2000 San Marcos tenía una población total de 48, 782 habitantes. Sin embargo, el conteo del año 2005 señala que existe una población total de 44, 959 habitantes. Lo que significa que hubo un decrecimiento poblacional, esto significó, el primer periodo de pérdida de población (en los últimos 35 años). Generando una tasa negativa del -1.61%, éste decrecimiento le puede ser atribuido al fenómeno de la migración. Además en esta etapa (2000-2005) dentro del municipio crecieron 7 localidades: San Marcos aumento su población con 600 habitantes, Santa Elena Guerrero, Santa Elena La Villa, Arroyo de Limón, Colonia El Cuco, Piedra Parada, Caridad y San Juan Chico.
Considerando la variación porcentual por rango de población, el municipio se comportó de la siguiente manera:
El municipio perdió el 7.85 de la población. San Marcos (cabecera municipal) creció un 5%, las localidades mayores a 1,000 habitantes perdieron el 7.4% y las localidades menores a 1,000 habitantes perdieron el 14.6%.

### Migración
La migración es uno de los grandes fenómenos sociales de los últimos tiempos provocado por la falta de oportunidades de trabajo en México y nuestro municipio no se escapa de esta problemática. Según datos estadísticos del 2000 al 2005 el flujo migratorio es aproximadamente de 3, 823 personas. Pero esta cifra día con día se incrementa considerablemente debido a la misma falta de empleo en la región. Como resultado de la migración el ingreso de divisas es de suma importancia para nuestro municipio, generando una fuerte actividad económica y permitiendo que las áreas rurales y urbanas se mantengan en una relativa paz social.
Sin embargo, la migración ha provocado el abandono de los medios de producción es decir, la tierra. El abandono de nuestra mano de obra joven y en edad de reproducción ha provocado que nuestra población no se reproduzca en la misma medida que lo hacía anteriormente. Es decir el crecimiento de la población decrece porqué los principales reproductores salen de la comunidad y la población que empieza a predominar es la adulta o tercera edad. Actualmente el promedio de los campesinos que trabajan la tierra sobre todo los productores primarios tienen una edad mayor a los 60 años. Esto es realmente preocupante si vemos los datos estadísticos donde nos dicen que el 50% de la población tiene una edad de entre 15 a 64 años aunado a lo anterior, los migrantes al regresar a su lugar de origen traen consigo formas de vida diferentes que tratan de imponer a su regreso, tales como el vandalismo, drogadicción, ideas liberales en cuanto al sexo y relación con la familia.

### Marginación
En la actualidad el municipio de San Marcos es considerado con un Alto índice de marginación a nivel nacional, el cual considera porcentajes de analfabetismo, bajos niveles en infraestructura y vivienda; y los bajos ingresos menores a dos veces el salario mínimo, los indicadores de marginación que hay en el municipio son los más altos de la región. Su grado de marginación en el año 2005 fue calificado como Muy Alto, ocupando el lugar número 38 de entre los 81 municipios del estado. 

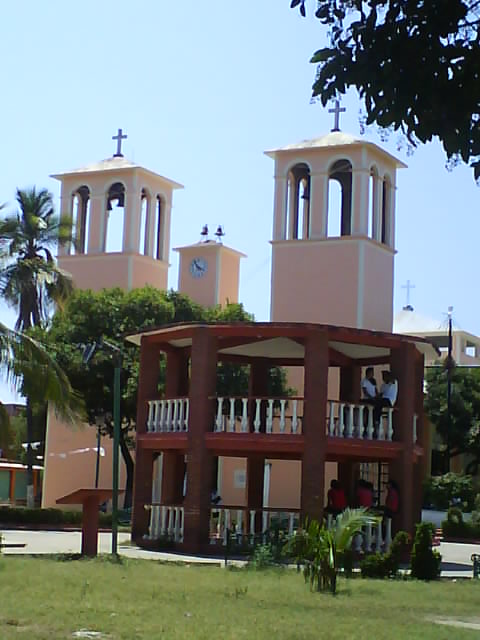
La iglesia de San Marcos Evangelista, presente en el escudo del municipio.

## Religión
En el municipio la mayoría de la población se declara ser católica. Sin embargo, existen otras religiones que han logrado establecerse en la región como son testigos de Jehová, cristianos evangélicos, sabatistas, adventistas y personas sin religión como son los ateos y agnósticos.

## Economía

### Agricultura
Durante el año agrícola 2007, la superficie sembrada de cultivos cíclicos fue de 23,594 hectáreas y la cosecha fue de 23,373 hectáreas, registrando así una producción de 54,339 toneladas. Los principales cultivos fueron: el Maíz con un total de 47,980 t, la sandía con 2, 872 toneladas, el Melón con 1, 115 y por último el ajonjolí con un total de 1,081 toneladas. 
La falta de inversión, apoyos crediticios, y el uso limitado de fertilizante, así como también el uso de la semilla mejorada, la deficiente comercialización y el acaparamiento ocasionan que las organizaciones campesinas se debiliten o se hagan inoperantes.

### Ganadería
La actividad ganadera es una de las principales actividades económicas en el municipio de San Marcos pero esta se enfrenta a la insuficiente infraestructura pecuaria, baja calidad genética de los hatos, los bajos niveles de producción, desorganización de los productores y el insuficiente apoyo crediticio, entre otros problemas.
El municipio cuenta con especies pecuarias tanto de ganado mayor como de ganado menor; de las primeras destaca el ganado criollo, cebú y suizo, que proporciona carne y leche. 
El inventario ganadero en el 2007 estaba integrado por 28,732 cabezas de bovinos, 30,943 porcinos, 8,734 caprinos, 1,949 ovinos y 134,531 aves. La producción de carne en canal fue de 1,691 toneladas, de las cuales 794 toneladas corresponden a bovinos, 562 toneladas a porcinos y 267 toneladas a aves de corral.

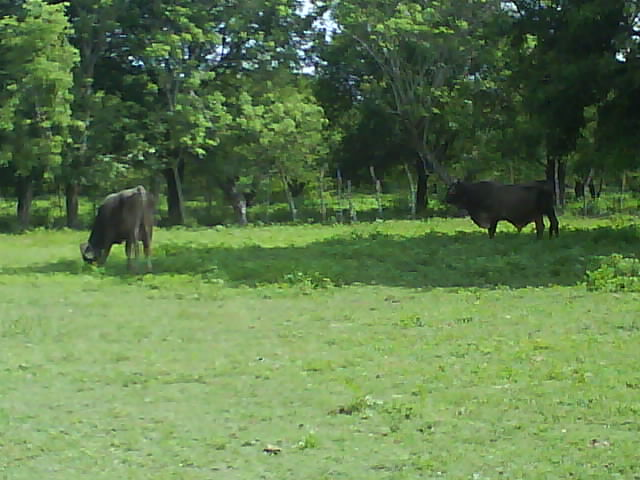
Ganado en una huerta en San Marcos.

### Industrias
El municipio no cuenta con un desarrollo industrial.

### Población económicamente
Las condiciones de pobreza que prevalecen en el municipio son múltiples, las cuales están asociadas al patrón disperso de ocupación territorial: casi el 60% de la población trabajadora se ocupa en actividades del sector primario y cerca de la mitad no percibe ingreso alguno, proporción que se incrementa al 66%. En la cabecera municipal la mayoría de la población trabajadora labora en el sector terciario. Conforme es menor el número de habitantes por localidad mayor es el número de personas que se dedican a las actividades agropecuarias y pesqueras.
A nivel municipio el 12.5% laboran en el sector primario, el 58.7% en el sector secundario y el 28.7% en el sector terciario. En la cabecera municipal el 22.6% de la población labora en el sector primario, el 22.0% en el sector secundario y el 55.3% en el sector terciario. 

### Pesca
La actividad pesquera es muy reducida, las especies que se explotan son: pargo, lisa tilapia y cuartete. En lo que se refiere a la actividad acuícola, no se tienen datos estadísticos, sin embargo en la franja costera se tienen algunos estanques rústicos como especies como la tilapia negra y plateada, todavía no se han visto resultados económicos. En la Laguna de Tecomate y el cerro de La Pesquería la población se dedica principalmente a la pesca y en menor medida a la agricultura y ganadería. Entre los peces que capturan los pescadores locales son: mojarra, lisa, cuartete, robalo y camarón. Estos son ofrecidos en deliciosos platillos a los visitantes.

### Abasto
San Marcos, cuenta con tres mercados públicos, localizados en cada una de las siguientes comunidades: Las Mesas, Las Vigas y en la cabecera municipal. El mercado municipal está integrado por un total de 227 comerciantes los cuales se clasifican en fijos y semifijos. Los dos primeros son considerados mercados urbanos. También podemos encontrar cinco tianguis, 19 tiendas Diconsa y un mercado sobre ruedas.
La actividad comercial y de abasto se desarrolla principalmente en la cabecera municipal las cuales se realizan a través de 19 establecimientos de ventas al mayoreo y 374 de ventas al menudeo.

### Comercio
Podemos encontrar establecimientos comerciales, tiendas y tiendas de abarrotes, misceláneas y un minisuper.

### Servicios
Entre los servicios que ofrece a la población están 4 hoteles, casas de huéspedes, talleres mecánicos, instituciones bancarias, restaurantes, loncherías y 2 gasolineras.

## Turismo
El Municipio tiene 43 km de litoral marítimo con playas vírgenes, que son visitadas por la población local en temporadas vacacionales como es Semana Santa y la época decembrina. Si iniciamos un recorrido partiendo de San Marcos, encontraremos paisajes de vegetación tropical, palmeras, laguna y mar, llegando a un lugar exótico conocido como la Laguna de Tecomate. Su extensión es de 22 km. Su composición es de agua dulce y agua salada por la entrada de mar en la Barra de Santa Rosa. Posee una hermosa flora y fauna, formada por manglares, palmeras y árboles tropicales. La población de Tecomate la integran unas 200 familias que viven de la pesca y un poco de la agricultura y la ganadería.
La playa el Dorado, es una de las principales de San Marcos entre los 48 km que conforman su litoral. Además en la época de vacaciones es abarrotada por los miles de visitantes. Aquí podemos encontrar amplias playas por un mar abierto, que permite la natación y la práctica de deportes acuáticos como el surf. En temporadas vacacionales se instalan servicios de alimentos y bebidas en enrramadas rústicas y operativos especiales para garantizar la seguridad de los turistas. A cinco minutos podemos encontrar otra playa similar conocida como el Amesquite.
En la comunidad de San José Guatemala se encuentra el Campo Tortuguero a cargo de la Asociación Civil “Dejame Llegar al mar” A. C. organización que lucha intensamente por la preservación de las más importantes especies de tortugas que habitan en estos litorales.
En algunas comunidades del municipio se han descubierto lugares donde brotan aguas termales, por ejemplo El Coacoyul, El Cortes, El Tamarindo y Yucatán de las Flores.

## Cultura

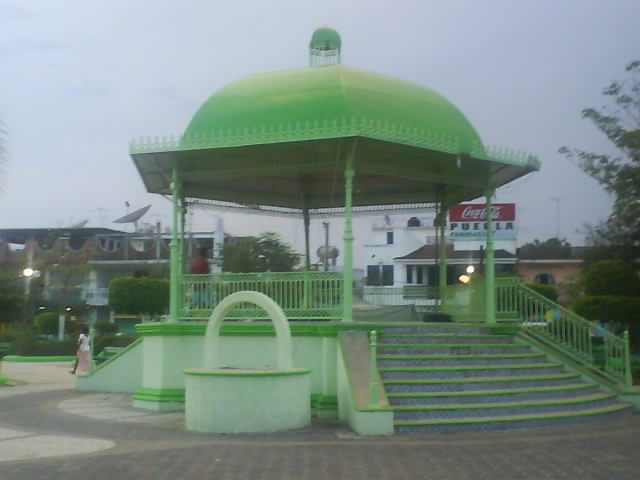
Kiosco de la plaza cívica.

### Monumentos históricos
En el municipio solo cuenta con pocos monumentos históricos, uno de ellos es en honor a Cuauhtémoc, el último Emperador Azteca y la parroquia del Señor San Marcos Evangelista. La iglesia del santo patrono del pueblo está formada por un agradable jardín en el que se puede disfrutar el paisaje urbano, descansar y relajarse en un ambiente agradable y de mucha tranquilidad. Además es una reliquia religiosa histórica y cultural por el hecho de haber sido el sitio en que el párroco de la misma escribió la famosa canción de “La Sanmarqueña”.

### Fiestas populares
El Municipio de San Marcos es hospitalario, alegre y se caracteriza por producir destacados grupos musicales que han alcanzado reconocimientos nacionales e internacionales. Cada año se celebra la tradicional Feria Regional en honor al Señor San Marcos, Santo Patrono de este Municipio, con eventos religiosos siendo el 25 de abril el día principal de esta Feria. Podemos encontrar ferias de juegos mecánicos, bailes populares con los más importantes cantantes, artistas y grupos musicales; jaripeos, exposiciones artesanales, ganaderas y comerciales. Así como también concursos de belleza que confirman su bien ganada fama como “El lugar de las mujeres bonitas”. Durante la Feria, se recibe un gran número de visitas de los propios pobladores así como de personas de otras comunidades. Por lo que es muy adecuado para su promoción ecoturístico, dotando al municipio de atractivos adicionales como música regional, eventos culturales y recreativos.

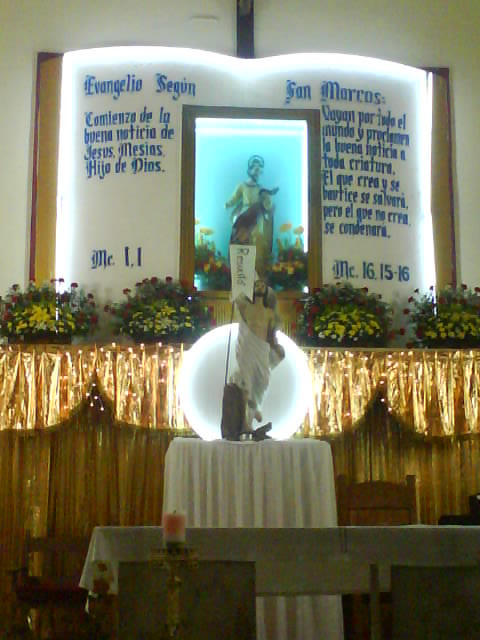
Imagen religiosa de San Marcos Evangelista.

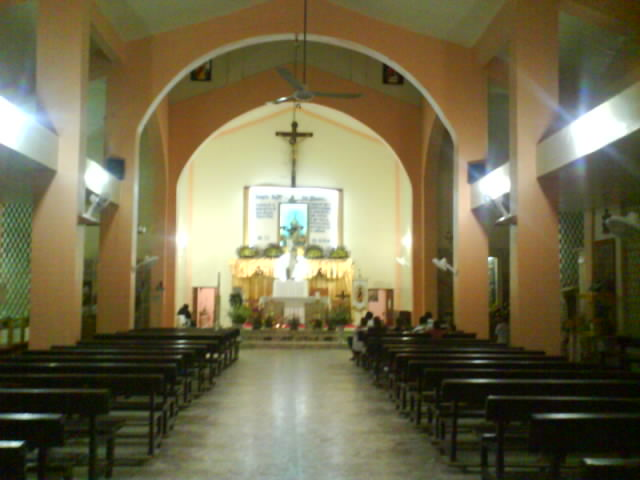
Interior de la iglesia.

### Música
Las chilenas, es la clase de música que impera en la tradición del municipio, ya que es utilizada para los bailes regionales cuando de eventos se trata. Una melodía musical chilena muy famosa no solo en el municipio sino también en el estado es “La Sanmarqueña”, la cual fue compuesta por el sacerdote Emilio Vázquez Jiménez por el año de 1922 siendo el párroco de San Marcos. Este municipio es colocado en el escenario nacional e internacional por José Agustín Ramírez al difundir la canción La “Sanmarqueña” siendo una de las insignias de la música guerrerense. Cabe mencionar que esta última aparece en la película "Subida al cielo" del aclamado director México-español Luis Buñuel.

### Artesanías
San Marcos cuenta con buena artesanía basado en el barro, la más conocida en la elaboración de las tinajas mejor conocidas como cántaros, esta actividad esta tan arraigada al municipio que se cuenta con una colonia con ese nombre, el famoso barrio El Cántaro. También basándose en el barro se fabrican cazuelas, ceniceros, ollas vidriadas y comales.

### Gastronomía
En lo que respecta a la comida San Marcos también tiene la fama en sabor y variedad. Por ejemplo, aporreadillo (huevo con machaca y salsa con mucho picante). Región (caldo de frijol con carne y hueso). Frito (mole rojo con menudencia y cabeza de marrano. Barbacoa de chivo con un delicioso sabor y se utiliza para las celebraciones y ocasiones especiales.

### Bebidas
En el municipio las bebidas suelen prepararse con productos naturales, tales como las frutas, de las que se derivan diversos tipos de bebidas y de diferentes sabores. Una de las bebidas más tradicionales en San Marcos y sus comunidades es el chilate el cual se prepara a base de cacao con arroz, canela, piloncillo y leche.

## Vías de comunicación
Las vías de acceso principalmente son: la carretera Federal 200 Acapulco Pinotepa Nacional, Oaxaca, misma que atraviesa la cabecera municipal, San Marcos. Por medio de esta carretera se garantiza el flujo de personas y mercancías hacia la zona urbana de Acapulco, representando un mercado de más de 700, 000 habitantes y la entrada principal hacia el centro del país. Al igual da acceso al parque industrial de Lázaro Cárdenas.
Las vías de acceso al interior del municipio con sus localidades son de terracería, mismas que son transitables durante todo el año. Las vías y medios de comunicación de nuestro municipio están integrados por 58.5 km de carreteras troncales federales pavimentadas, 34.6 km de carreteras alimentadoras pavimentadas, 7.4 km de carreteras alimentadoras revestidas, 7.8 km de caminos rurales pavimentados y 121.8 km de caminos rurales revestidos.